# Lea Eisleb
Lea Eisleb (* 20. Februar 1992 in Erfurt) ist eine ehemalige deutsche Schauspielerin.

## Leben
Lea Eisleb wuchs in Erfurt auf und besuchte dort das Evangelische Ratsgymnasium.
Ihren ersten Auftritt hatte sie 2006 in der Serie Unsere zehn Gebote, in der jeder Film eines der  Zehn Gebote zum Thema hat und für die Gebote einen Zusammenhang zur Gegenwart herstellt. In der Rahmenhandlung führte Lea Eisleb als Marie gemeinsam mit ihrem Hund Amos durch alle zehn Teile. Für die Darstellung der Silke im Kinderfilm Blöde Mütze! erhielt sie 2007 den Kindermedienpreis auf dem Filmfest München.
2008 spielte die junge Mimin in der Fernsehreihe Sechs auf einen Streich in der Neufassung des Märchens Frau Holle an der Seite von Marianne Sägebrecht die Goldmarie.
Nach Angaben ihrer Agentur spielt Eisleb Gitarre und Klavier. Inzwischen ist sie nicht mehr schauspielerisch tätig. Eisleb studierte Philosophie in Dresden und an der Humboldt-Universität zu Berlin.

## Veröffentlichungen
- 2018: als Herausgeberin zusammen mit Markus Tiedemann: Recht auf Widerstand. Zur Theorie politischer Verweigerung, W. Kohlhammer Verlag, Stuttgart, ISBN 978-3-17-034355-9[4]

## Filmografie (Auswahl)
- 2006: Unsere Zehn Gebote (zehnteilige Fernsehserie)
- 2007: Blöde Mütze!
- 2008: Familie Dr. Kleist (Fernsehserie, S3/E32,34+35)
- 2008: Frau Holle
- 2010: Der Kriminalist (Fernsehserie, Folge Das Verhör)
- 2011: In aller Freundschaft (Fernsehserie)

## Auszeichnungen
- 2007: Kinder-Medien-Preis Der weiße Elefant für Blöde Mütze auf dem Filmfest München